# Ali Anouzla
Ali Anouzla (àrab: علي أنوزلا, ʿAlī Anūzlā; amazic: ⵄⵍⵉ ⴰⵏⵓⵣⵍⴰ) (Agadir, 1963 o 1964) és un periodista independent saharaui del Marroc, conegut pels seus articles crítics contra el govern del rei Mohammed VI. Des de desembre de 2010 és l'editor en cap de la plataforma de mitjans en línia Lakome.com, que va fundar juntament amb Aboubakr Jamaï. Lakome es va fer famós després que destapés l'escàndol Daniel Galván quan es va fer públic que Mohammed VI havia indultat, com a gest «que demostrava les bones relacions entre ell i el rei Joan Carles I d'Espanya», un espanyol violador en sèrie de nens condemnat a 30 anys de presó al Marroc i que només hi va passar un any i mig. L'escàndol provocà manifestacions espontànies sense precedents contra el monarca marroquí a principis d'agost de 2013. El 17 de setembre de 2013, Ali Anouzla va ser detingut en una batuda contra la seva casa a Rabat, oficialment per haver accedit a un article d'El País que contenia un vídeo presumptament publicat per AQMI i allotjat en la pàgina web del diari espanyol. Més tard va ser acusat de «proporcionar conscientment assistència material per actes terroristes». Molts observadors van veure això com una venjança per l'episodi de l'escàndol Daniel Galván.

## Antecedents
Ali Anouzla va néixer a Agadir en una família saharaui originària de Guelmim. El seu pare havia estat membre de l'Exèrcit d'Alliberament Marroquí que operava al sud del país contra els espanyols que controlaven la regió.
Ali Anouzla va començar la seva carrera amb el diari de propietat saudita i orientació panàrab al-Sharq al-Awsat, després va treballar breument a Líbia per a l'agència de premsa local abans de tornar al Marroc a finals de 1990. Després de treballar durant algun temps com el corresponsal al Marroc per al-Sharq al-Awsat, Ali va fundar amb el periodista Taoufik Bouachrine en 2004 el seu primer setmanari, al-Jarid al-Oukhra. La publicació va obrir les seves columnes a molts dissidents i van saltar a l'escena periodística del Marroc mitjançant la publicació d'una enquesta sobre la personalitat de l'any en 2005 (elaborada per l'activista dels drets humans Driss Benzekri), a més de publicar informació sobre Salma Bennani, l'esposa de Mohammed VI.
En 2006, al-Jarid Al-Oukhra va tancar i Anouzla es va unir a Rachid Nini, Taoufik Bouachrine i d'altres periodistes marroquins per fundar al-Massae, un diari que va tenir un gran èxit. En febrer de 2008 va deixar al-Massae i el 19 de maig de 2008 va fundar al-Jarida al-Oula.
Es va haver d'enfrontar a campanyes sistemàtiques dirigides a desacreditar-lo als ulls de l'opinió pública marroquina. les agències de notícies del règim van tractar de presentar-lo com a partidari del Front Polisario, sovint usant els seus orígens saharauis, i com a agent dels serveis secrets d'Algèria.

## Obres
El editorials d'Anouzla eren coneguts per les seves crítiques al règim marroquí i la seva crítica inequívoca al rei Mohammed VI, la qual cosa és inusual al Marroc.

### DanielGate: el perdó del rei a un pedòfil espanyol condemnat
L'agost de 2013 lakome va revelar el major escàndol del regnat de Mohammed VI conegut com el Danielgate. El monarca havia perdonat, com a part d'un acord polític entre ell i el rei Joan Carles d'Espanya, 48 presos espanyols al Marroc entre els quals hi havia un ciutadà espanyol condemnat a 30 anys de presó per la violació de 11 nens marroquins, el menor dels quals tenia 2 anys. La notícia fou publicada per primera vegada exclusivament a Lakome (i a AndalusPress Arxivat 2017-02-20 a Wayback Machine.) i fou qüestionada exclusivament en les plataformes de mitjans socials, mentre que era censurada en altres llocs, i van provocar una onada de protestes sense precedents. Per primer cop, aquestes foren dirigides directament contra Mohammed VI. Com que la pressió de l'opinió pública anava en augment, el monarca es va retractar del perdó, però només després que el pedòfil convicte hagués sortit de la presó i hagués marxat a Espanya amb un passaport caducat.

### Crítica del pressupost palau i de l'absentisme del rei
L'octubre va publicar un editorial titulat "le coût de la monarchie". S'hi discuteix el pressupost més onerós del palau del Marroc, assenyalant que era moltes vegades superior a la de països més rics, com Gran Bretanya, França i Espanya. Era, a més, molt superior al pressupost de molts ministeris del Marroc, un cost de fins a 7.000.000 dirhams/dia (851.000 US $/dia). Aquests discussió franca i directa del rei és rara al Marroc, on els periodistes, acostumats a l'autocensura, en general s'abstenen de fer avaluació crítica de tot el relacionat amb la monarquia.
En un editorial publicat al juny de 2013 a Lakome va escriure sobre hàbit de Mohammed VI de prendre llargs períodes de vacances. Entre el 10 de maig i finals de juny de 2013 el monarca ha estat absent en unes vacances privades no anunciades al seu palau de 71 ha a Betz, França. Durant aquest període diversos caps d'estat han visitat el Marroc (Recep Tayyip Erdogan de Turquia, Hamadi Jebali de Tunísia i Ali Bongo de Gabon). A més es va produir una crisi de govern mentre el rei estava absent quan Hamid Chabat cap de l'Istiqlal va decidir retractar-se de la coalició de govern, deixant el país en un estancament polític durant uns mesos.

### Pedres de sorra i Mounir Majidi
Lakome mostra episòdicament casos de corrupció d'alt perfil en l'estat marroquí. El gener de 2013 va publicar una investigació controvertida i detallada sobre les pedreres de sorra al Marroc. La sorra de la construcció s'utilitza en el lucratiu sector immobiliari del país, s'extreu de pedreres explotades amb una llicència estatal. La llicència, com a font de riquesa fàcil, sovint ha cridat l'atenció de l'opinió pública que al·lega que només es condeceis a la gent amb contactes i a alts funcionaris. Entre els beneficiaris de llicències hi figuraven algunes empreses domiciliades en paradisos fiscals com les Illes Verges i Luxemburg. Lakome va demostrar que Mounir Majidi (amic íntim i secretari personal de Mohamed VI dels qui dirigeix les seves finances) tenia lligams amb aquestes empreses a través d'una complexa xarxa de CVFs. A les empreses hi participen els pares de Majidi, els seus ajudants Dit Hassani i Hassane Mansouri, a més de la seva germana Loubna Batoul Majidi. L'empresària britànica Vanessa Branson, el dissenyador francès Frederic Scholl i James Howell (assessor de Margaret Thatcher), tots ells visitants regulars de Marràqueix, també figuraven entre els beneficiaris. Els titulars de llicències sovint informen d'estats financers deficients, cosa que va provocar que el ministre d'Obres Públiques d'Obres Públiques Aziz Rabbah indiqués que "les pèrdues fiscals del Marroc en el sector van ascendir a 3 mil milions de dirhams a l'any."

## Batalles legals

### al-Jarida al-Oula i la Comissió d'Equitat i Reconciliació Marroquí
El juny de 2009, Anouzla es va enfrontar a una condemna inusual d'un tribunal de Rabat, que va exigir que cessés la publicació de continguts de l'arxiu de la comissió de reconciliació del Marroc (una organització creada per Mohammed VI i encarregada d'investigar les suposats abusos en els drets humans durant els anys en què Hassan II va estar sl poder). El tribunal també va multar Anouzla amb una quantitat de 1.000 dirhams per cada dia que la seva publicació trigués en complir amb la sentència.

La decisió es va produir després que Ahmed Harzni, cap de la Comissió d'Equitat i Reconciliació del Marroc, va demandar Anouzla per a la publicació de documents privats. Anouzla va respondre que l'arxiu de la comissió era propietat del poble marroquí i que la publicació del deu contingut corresponia al dret bàsic d'accés a la informació.
 Més tard va apel·lar la decisió, que ell descriu com a jurídicament infundada, ja que els documents publicats no eren classificats.
El contingut publicat incloïa detalls sobre les accions dels membres prominents del partit Istiqlal durant els anys immediatament anteriors i posteriors a la independència del Marroc, que van revelar la seva suposada implicació en l'assassinat de figures oposades de l'Exèrcit d'Alliberament Marroquí i els vinculats al famós resistent marroquí Muhammad ibn Abd al-Karim al-Khattabi, que finalment va portar a un aixecament a la regió del Rif seguida d'una sagnant repressió. També contenia una narració de Khalihenna Ould Errachid (cap del Consell Reial Consultiu pels Afers del Sàhara) en la qual confessava crims de guerra durant la lluita del Marroc contra el Front Polisario, així com els maltractaments als saharauis per funcionaris marroquins abans de l'esclat del conflicte del Sàhara occidental en 1976.

### Cas de difamació de Khalil el-Hachemi-Idrissi
El 23 de desembre de 2008 Anouzla fou sentenciat a una multa de 160,000 dirhams (~$17,000) en una denúncia de difamació interposada contra ell per Khalil El Hachemi-Idrissi, director i fundador del diari francòfon progovernamental Ajourd'hui le Maroc. Més tard El Hachmi-Idrissi fou nomenat per Mohammed VI director-general de La MAP, l'agència de premsa oficial marroquina.
Després de publicar un altre article crític d'Hachemi-Idrissi, el que va portar a aquest últim a presentar una altra demanda al tribunal. Anouzla i els seus mitjans van ser condemnats a una multa de 20.000 $ i 2 mesos de presó en suspens, per "desacatament al jutge" perquè Anouzla es va queixar que el poder judicial era "miop".
L'article en qüestió va ser escrit pel periodista "Jamal Boudouma" després que Hachemi-Idrissi va publicar un editorial en el seu periòdic en el qual descrivia els periodistes d'al-Jarida Al-Oula com a mancats de patriotisme i d'ètica del periodisme. Aquests comentaris es van produir després que al-Jarida al-Oula va cobrir una història en la qual un parent de Mohammed VI (Hassan el Yaakoubi) disparà a un policia, ferint-lo quan el va detenir per una infracció de trànsit. El cas mai va ser processat.
Anouzla mai va ser convocat per assistir al seu judici i durant les audiències el seu advocat va ser amenaçat pel jutge que seria processat pel mateix delicte amb el seu client.

### Cas Gaddafi
Anouzla va ser demandat per l'exlíder de Líbia Muammar Gaddafi l'abril de 2009. Anouzla havi publicat un editorial aal-Jarida al-Oula en el qual descrivia els països de la regió del Magrib com a dictadures i que Gaddafi, en particular, dilapidava la riquesa del seu país i governava amb una opressió despietada. Com a resultat, un tribunal marroquí va sentenciar Anouzla a una multa d'un milió de dirhams ($120,000). Rachid Nini va descriure el judici com una farsa i que era una clara represàlia contra els periodistes independents mentre usaven el cas Gaddafi com a excusa. Khalid Naciri, aleshores ministre de comunicació del Marroc, va afirmar que Gaddafi tenia dret a demanar als que el criticaven.
Les decisions del tribunal es basen en el "code de la presse" del Marroc, heretada del "code de la presse" francès de 1882 i no ha canviat des de llavors, que encara tipifica la crítica als caps d'estat estrangers.

### La salut de Mohammed VI
El 27 d'agost de 2009, després que Mohammed VI havia cancel·lat un viatge previst a Casablanca i no assistir a un esdeveniment religiós cerimonial del Ramadà, Bouchra Dou va escriure un article a al-Jarida al-Oula en el qual ella revelava que el monarca presumptament havia estat en tractament contra l'asma i l'al·lèrgia. El tractament requeria que el monarca consumís regularment una quantitat de corticoides i va donar lloc a una infecció amb rotavirus. Com a resultat, un tribunal de Rabat va fallar contra Anouzla el 26 d'octubre de 2009 i el va condemnar a un any de presó en suspensió i una multa de 10.000 dirhams. Dou, l'autora original de l'article, també va ser condemnada a tres mesos de presó en suspensió i a multa de 10.000 dirhams.

## Tancament d'al-Jarida al-Oula
El 5 de maig de 2010 Anouzla va anunciar la suspensió d' al-Jarida Al-Oula per dificultats financeres. Anouzla va deixar d'escriure en el diari uns pocs mesos abans que tanqués, quan estava complint el seu any de presó en suspens. Els mitjà de comunicació ja s'havia debilitat per multes anteriors, en particular la multa rècord de 120.000 $ pel cas de Gaddafi (juny de 2009). Però van patir un cop financer greu quan una empresa de publicitat contractada va decidir boicotejar-la dos dies després que Anouzla va ser escoltat per la policia en relació amb l'article sobre la salut de Mohamed VI. Més tard Anouzla va afirmar que va buscar sense èxit nous inversors que podrien donar un nou impuls a les finances de la seva empresa.
El periòdic va ser fundat originalment amb participació de capital de 20 persones, i Anouzla tenia només el 5% de les accions. Això es deu en part al fet que Anouzla no tenia prou capital després de la fallida de la seva primera revista "al-Jarida al-Oukhra" en què havia posat tots els seus estalvis.

## Arrest i empresonament
El 13 de setembre Lakome.com publicà un article Arxivat 2013-10-01 at Archive.is sobre un nou vídeo de propaganda suposadament penjat per l'organització al-Qaeda al Magrib Islàmic. El vídeo era titulat "Marroc, el regne de la corrupció i el despotisme". Era dirigit específicament contra Mohammed VI, criticant la seva política, la seva participació en negocis, el seu cercle d'amics, el festival Mawazine (fundat i recolzat per un dels amics del rei, Mounir Majidi) i fins i tot passatges dels cables diplomàtics filtrats dels Estats Units en els quals es descriuen escenes de negocis del Marroc com a controlades per només tres persones: Mohammed VI, Mounir Majidi i Fouad Ali El Himma. El vídeo conclou demanant als marroquins que enderroquin el govern de Mohammed VI i escollin el camí de "hègira a Déu abans que a Europa". L'article de Lakome contenia un enllaça a un article del periodista espanyol Ignacio Cembrero (corresponsal del diari a Àfrica del Nord) allotjat al seu bloc a El País, on havia publicat el vídeo.
La casa d'Anouzla va ser registrada el dimarts 17 de setembre de 2013 per ordre del fiscal de Rabat Hassan Daki qui va emetre aquesta declaració: 

“Arran de la publicació pel diari digital Lakome d'un vídeo atribuït a Al-Qaida al Magrib Islàmic (AQMI), que inclou una incitació inequívoca i directa a cometre actes terroristes al Regne del Marroc, el fiscal general ha donat instruccions a la policia judicial per aturar al cap del diari en línia per a la seva investigació.”
El mateix matí es van realitzar recerques a les oficines de Lakome.com, es confiscaren els ordinadors i els seus empleats foren interrogats. Anouzla va ser detingut per la brigada nacional de la policia judicial a Casablanca, especialitzada en terrorisme. Se li va impedir comunicar-se amb un advocat fins al divendres 20 de setembre.
El dimarts 24 de setembre el fiscal de Rabat va anunciar que els càrrecs contra Anouzla eren: "Proporcionar assistència material a la defensa i la incitació a actes terroristes."

### Reaccions al seu empresonament
La seva detenció va provocar la indignació immediata en els mitjans de comunicació socials. Els hashtags الحرية_لعلي_أنوزلا# i #FreeAnouzla, foren utilitzats per denunciar la seva detenció a twitter. Molts observadors van veure la seva detenció com una venjança per l'escàndol Daniel Galván, que va ser revelat i publicitat per Lakome.
Contra l'arrest:
- Aboubakr Jamaï, editor en cap de la versió francesa de Lakome, va condemnar i protestar per la detenció d'Ali Anouzla,[42] afirmant que era una venjança per la revelació del Danielgate.[9]
- Reporters Sense Fronteres

Va exigir l'alliberament immediat i la retirada dels càrrecs contra Anouzla. Va expressar la seva preocupació sobre les autoritats del Marroc d'amalgama de treball periodístic informatiu i incitació al terrorisme, el que demostra el seu desconeixement del periodisme i la importància de l'existència de periodistes independents en un sistema polític.
- Amnistia Internacional

Afirma que Anouzla era "un presoner de consciència i havia de ser posat en llibertat immediatament i sense condicions."
- Human Rights Watch

Va donar a conèixer un comunicat en què va demanar l'alliberament immediat d'Anouzla. A més va advertir del perill de confondre la presentació d'informes sobre el terrorisme i el fa seu en comentar que La detenció per l'article sobre el vídeo gihadista amenaça informar sobre l'extremisme".
- Príncep Moulay Hicham del Marroc

En un article publicat el 25 de setembre de 2013 a AlifPost, va afirmar que la detenció d'Anouzla era una altra  "violació de la llibertat de premsa". Ha afegit que després del Danielgate el règim era "a l'espera de l'oportunitat de silenciar al periodista". Ha conclòs dient que "el calvari d'Anouzla no ha d'anar sense conseqüències ... darrere de la llibertat de premsa és la dignitat dels ciutadans i la reputació de tot el país el que està en joc"
- Mediapart i el seu director Edwy Plenel expressaren solidaritat amb Anouzla i protestaren pel seu arrest.[45]

En suport de l'arrest:
- Mustapha Ramid, ministre de justícia del Marroc (del PJD)

Va emetre una declaració el 17 de setembre de 2013 en la qual expressava que la vinculació amb el suposat vídeo d'AQMI constituïa una amenaça per als ciutadans del Marroc i la seguretat nacional. Va afegir que tenia la intenció de demandar al diari espanyol El País. Més tard el ministre de justícia marroquí va presentar un cas a Espanya, que va ser rebutjat pel fiscal espanyol indicant que la publicació dels vídeos d'organitzacions terroristes era una pràctica comuna en el periodisme espanyol, que la llei no ho ha prohibit mai.
El 4 d'octubre de 2013, va declarar en una entrevista per ràdio que "Quan un cas es relaciona amb l'interès general, el periodista (Ali Anouzla) ha de ser processat".
- Mustapha El Khalfi, ministre de comunicacions del Marroc (del PJD)

El 23 de setembre de 2013, va emetre un comunicat en el qual descriu el contingut del vídeo com a molt perillós i la publicació d'un enllaç a ell constitueix una incitació clara per cometre actes terroristes al Marroc. Va afegir que la llibertat d'expressió no inclou el dret a incitar contra el terrorisme. Khalfi ha assenyalat, aparentment al·ludint a RSF i a Amnistia Internacional, que algunes organitzacions pels drets humans eren signataris de la Convenció de Viena de 2009. Els mitjans s'enfrontaren a Khalfi amb aquesta convenció que prohibeix específicament la persecució de periodistes sota càrrecs vagues mitjançant l'ús dels seus informes sobre el terrorisme com un acte de suport o promoció del terrorisme.
El 6 d'octubre de 2013 durant una entrevista a France 24. El Khalfi va tractar de justificar la persecució d'Anouzla citant un cas recent a França en el qual un presumpte col·laborador d'Al-Qaida va ser detingut després de traduir al francès, un llibre de text d'al Qaida (Inspire) que conté instruccions sobre com dur a atacs i instruccions de fabricació de bombes DIY. La persona detinguda no era un periodista, segons el Khalfi.
El 7 d'octubre de 2013, El Khalfi va enfrontar a un públic enutjat en una conferència que estava donant a la Universitat d'Agadir. El provocadors portaven cartells i van cridar consignes en suport d'Anouzla i van exigir que El Khalfi sortís de la sala i renunciés al seu càrrec ministerial. El Khalfi va replicar als que protestaven afirmant que eren "terroristes".
- Lahcen Haddad, ministre de turisme del marroc (del Moviment Popular)

Va mantenir un apassionat intercanvi a twitter amb el periodista espanyol Ignacio Cembrero (que originalment va publicar el vídeo d'AQMI que vinculà Anouzla). Haddad va defensar enèrgicament la detenció d'Anouzla en interès dels ciutadans marroquins, i ha acusat Cembrero de condescendència amb Marroc.
- Partits polítics marroquins

L'Istiqlal, el Reagrupament Nacional d'Independents i el Moviment Popular van emetre un comunicat on donaven suport l'arrest d'Anouzla.
- Younes Moujahid, president del sindicat de periodistes progovernamental, la majoria dels membres del qual treballen per la televisió estatal del Marroc i l'agència de premsa oficial, va declarar que la llibertat de premsa no inclou el dret d'incitar al terrorisme o publicar material que pot promoure el terrorisme.[54]

## Llibertat provisional
El divendres 25 d'octubre del 2013, Ali Anouzla va quedar en llibertat provisional després de fos acceptada la seva petició al jutge Abdelkader Chentouf, qui prèviament havia ordenat l'empresonament provisional. Uns dies abans, Ali havia signat un document presentat pel seu advocat Hassan Semlali a la fiscal general, en el qual va exigir la suspensió de Lakome.com. Malgrat el fet que després del seu empresonament, Anouzla ja no tenia posició en el lloc web i no era propietari del nom de domini ni era accionista de l'empresa propietària de Lakome, les autoritats marroquines van procedir al bloqueig de les versions àrab i francesa del lloc. Més tard també bloquejaren altres webs que reflectien Lakome, però no bloquejaren el mirall establert per Reporters Sense Fronteres i allotjat en el seu nom de domini oficial. Això va portar als observadors a argumentar que la llibertat provisional va ser el resultat d'un acord entre l'estat profund del Marroc i Hassan Semlali, el nou advocat d'Anouzla.
Es va observar que el jutge Abdelkader Chentouf, involucrat en molts judicis controvertits de terrorisme en particular l'afer Belliraj, era conegut per la seva relació amb el règim, a més de la intervenció d'Ilias el Omari, un membre influent del PAM, partit fundat pel seu amic i conseller de Mohamed VI, Fouad Ali El Himma.
Al maig de 2014, es va revelar que l'ambaixador del Marroc als Estats Units, Rachad Bouhlal, havia demanat al Project on Middle East Democracy (POMED) que desposseís Anouzla d'un premi periodístic de l'organització li havia donat. L'ambaixador també va demanar el mateix per Aboubakr Jamaï, cofundador de Lakome.